# Faktura ustrukturyzowana
Faktura ustrukturyzowana – forma faktury elektronicznej dostępnej dla podatników prowadzących działalność na terenie Rzeczypospolitej Polskiej, uregulowanej prawnie w ustawie o VAT i w Rozporządzeniu Ministra Finansów z dnia 27 grudnia 2021 roku o korzystaniu z KSeF (Dz.U. poz. 2481) i możliwej do wystawiania przy użyciu Krajowego Systemu e-Faktur (KSeF) od 1 stycznia 2022 r.

## Wzór faktury ustrukturyzowanej
Od 1 stycznia 2022 roku, wraz z wdrożeniem Krajowego Systemu e-Faktur (KSeF) w formie dobrowolnej, wykorzystywano strukturę logiczną faktury ustrukturyzowanej oznaczoną jako FA(1). Z dniem 1 września 2023 roku struktura ta została zastąpiona przez nową wersję – FA(2), która również obowiązuje w ramach fakultatywnego stosowania KSeF. Wprowadzenie struktury FA(2) na tym etapie ma na celu ułatwienie podatnikom przygotowania się do obowiązkowego e-fakturowania, które zgodnie z ustawą z 16 czerwca 2023 roku zacznie obowiązywać od 1 lipca 2024 roku. Aktualny wzór faktury w wersji FA(2), obowiązujący od września 2023 roku, jest dostępny na stronie rządowego Centralnego Repozytorium Dokumentów.

## Wystawianie faktur ustrukturyzowanych
Wystawianie i odbieranie faktur ustrukturyzowanych jest możliwe dla każdego podatnika, który poprzez zawiadomienie ZAW-FA zgłosi chęć nadania uprawnień do właściwego naczelnika urzędu skarbowego oraz, po otrzymaniu drogą mailową uprawnień do korzystania z systemu KSeF, uwierzytelni się w systemie dokonując autoryzacji podpisem zaufanym lub podpisem kwalifikowanym[niewiarygodne źródło?]. Wystawianie faktur ustrukturyzowanych jest możliwe z wykorzystaniem GUI oraz API.
System KSeF umożliwia wystawianie faktur dla firm (B2B) oraz osób prywatnych (B2C). Ze względu na fakt, iż korzystanie z systemu KSeF jest dobrowolne, do 30 czerwca 2024 roku odbiorca faktury musi wyrazić zgodę na jej odbiór poprzez system KSeF.
Od 1 lutego 2026 roku wystawianie faktur ustrukturyzowanych będzie obligatoryjne dla dużych podatników (o wartości sprzedaży za 2024 r. przekraczającej 200 mln zł wraz z podatkiem), a od 1 kwietnia 2026 dla pozostałych przedsiębiorców, z wyjątkiem najmniejszych podatników „wykluczonych cyfrowo”, których transakcje obejmują niewielkie kwoty (do 450 zł dla pojedynczej faktury i do łącznej wartości sprzedaży do 10 tys. zł miesięcznie) i którzy będą objęci tym obowiązkiem od 1 stycznia 2027 r.